# Božje
Božje – wieś w Słowenii, w gminie Oplotnica. W 2018 roku liczyła 131 mieszkańców.